# Santa Cruz Tlaxcala
Santa Cruz Tlaxcala est une municipalité de Tlaxcala dans le sud-est du Mexique.